# 11-я армия (вермахт)
Не следует путать с 11-й немецкой армией в Первой мировой войне
11-я армия существовала в вооружённых силах Германии во время Второй мировой войны.

## История армии
Армия была сформирована в 1940 году в ходе подготовки к предстоящему нападению на Советский Союз.
В начале вторжения в СССР 11-я армия входила в группу армий «Юг» и участвовала в приграничных сражениях в Молдавии. В сентябре 1941 года командующим армии был назначен Эрих фон Манштейн. Её бывший командующий — генерал-полковник Ойген фон Шоберт — погиб при неудачной посадке самолёта на советском минном поле. В ходе наступательных боёв на территории СССР, в задачи армии входили вторжение в Крым и преследование советских войск на фланге группы армий «Юг».Состав 11-й армии на июнь 1941 года:
- 11-й корпус (22-я, 45-я[источник не указан 1574 дня], 76-я и 239-я пехотные дивизии);
- 30-й корпус, (198-я пехотная дивизия и 8-я и 14-я румынские пехотные дивизий); — румынские дивизии были только в оперативном подчинении;
- 54-й корпус (50-я и 170-я пехотные дивизии);
- Румынский горный корпус (1-я, 2-я и 4-я горные бригады). — румынские бригады были только в оперативном подчинении.

В начале октября 54-й корпус принимал активное участие в прорыве обороны и наступлении на Перекопском перешейке. В этот период под командованием Э. фон Манштейна также были 3-я румынская армия, в составе: три горнострелковых бригады и три кавалерийских бригады.

## Бои в Крыму
11-я армия воевала в южной части Советского Союза с 1941 до конца лета 1942 года включительно.
11-я армия в начале сентября форсировала нижнее течение Днепра у Берислава. Особо отличилась Нижнесаксонская 22-я пд. С этого момента направление дальнейшего продвижения армии раздвоилось.
Когда Манштейн принял командование, обстановка была следующая: два корпуса, 30-й ак генерала Г. фон Зальмута (72-я пд, 22-я пд и лейб-штандарт) и 49 горный корпус генерала Л. Кюблера (170-я пд,  1-я и 4-я гпд ), продолжали преследование разбитого на Днепре противника в восточном направлении и приближались к рубежу Мелитополь - изгиб Днепра южнее Запорожья.
54-й ак под командованием генерала Ганзена, в составе 46-й пд и 73-й пд, свернул на юг, на подступы к Крыму, к Перекопскому перешейку. Прибывшая из Греции 50-я пд частично (в составе 4 румынской армии) находилась под Одессой, частично очищала побережье Чёрного моря от остатков противника.
3-я румынская армия в составе румынского горного корпуса (1, 2 и 4 горные бригады) и румынского кавалерийского корпуса (5, 6 и 8 кавалерийские бригады) находилась западнее Днепра.
После падения Ишуньских позиций Манштейн направил вновь прибывший 42-й ак в составе трех дивизий (73-я, 46-я и 170-я пд ) для преследования отходящей в направлении Феодосия — Керчь группировки противника (в основном, части 51-й армии). Корпус должен был по возможности упредить противника на Парпачском перешейке и воспрепятствовать его эвакуации через феодосийский или керченский порты.
30-й ак в составе 72-й и 22-й пд было приказано продвигаться на Симферополь, чтобы противник не мог задержаться на отрогах гор. Быстрый прорыв через Яйлу по дороге Симферополь — Алушта должен был возможно скорее обеспечить корпусу контроль над прибрежной дорогой Алушта — Севастополь.
54-й ак (50-я пд, вновь прибывшая 132-я пд и наскоро сформированная моторизованная бригада Циглера) получил задачу преследовать противника в направлении Бахчисарай — Севастополь. Прежде всего, он должен был возможно скорее перерезать дорогу Симферополь — Севастополь. Кроме того, командование армии надеялось, что, может быть, удастся внезапным ударом взять Севастополь сходу.
К 16 ноября преследование было завершено, и весь Крым, за исключением Севастопольского крепостного района, был занят 11-й армией.
Среди прочих войсковых операций главной была осада Севастополя. При проведении группой армий «Юг» операции «Блау» (нем. «Fall Blau»), в ходе которой войска этой группы повели наступление на сталинградском направлении, 11-я армия оставалась в Крыму, в частности ведя осаду Севастополя, взятие которого сходу, в ноябре-декабре 1941 года потерпело неудачу.

### Первый[4]штурм Севастополя в декабре 1941 года
Планировалось выбить противника внезапным ударом из полосы обеспечения на участке между реками Бельбек и Кача, захватить его опорные пункты в долине Бельбека и на возвышенном южном берегу реки. Дальше наступление должно было вестись к бухте Северной. На острие удара была 22-я Нижнесаксонская пехотная дивизия, командир генерал-лейтенант Вольф. Она взяла полосу обеспечения между реками Кача и Бельбек, вместе с наступавшей южнее 132-й пд штурмовала высоты на южном берегу долины реки Бельбек и прорвалась в зону укреплений южнее долины. Но фронт наступления сузился, так как 50-я пд и 24-я пд, наступавшие с востока в направлении на бухту Северную, не продвинулись сколько-нибудь на труднопроходимой гористой местности. В боях за упорно обороняемые советскими частями долговременные сооружения атакующие войска понесли большие потери. В последние дни декабря  острие наступления приблизилось к форту «Сталин», взятие которого означало бы овладение господствующим над бухтой Северной НП для немецкой артиллерии. В этой обстановке и произошла высадка советских десантов у Керчи, а затем у Феодосии. Это была смертельная опасность для 11-й армии, поскольку все её силы, за исключением 46-й немецкой дивизии и двух румынских бригад, вели бой за Севастополь.

### Борьба на Керченском полуострове
Осада крепости Севастополь должна была быть снята в случае успеха Керченско-Феодосийской десантной операции в январе 1942 года. Однако момент растерянности немецких сил был упущен и после их контрударов была возвращена Феодосия, а фронт стабилизировался на Парпачском перешейке.
11-я армия зимой 1941 года успешно боролась и с внезапными тактическими десантами, такими как Евпаторийский и Судакский, которые удавалось локализовать и разгромить, привлекая импровизированные силы, такие как сапёрные части, тыловые и штабные формирования и т. д.
После разгрома сил Крымского фронта в операции «Охота на дроф» в мае 1942 года судьба Севастополя была предрешена. 11-я армия со временем отрезала советские войска от снабжения морем за счёт превосходства в воздухе, таким образом блокировав защитников города. В июне начался решительный штурм при подавляющем превосходстве в артиллерии и авиации. К первым числам июля город пал. По разным источникам, от 80000 до 100 000 человек попали в плен. Советское командование было эвакуировано по воздуху и на подводных лодках.
За успехи в этом сражении Манштейну было присвоено звание фельдмаршала. Также в честь успешного захвата Крыма, в котором участвовала 11-я армия, был учреждён особый знак с армейской нагрудной декалью вермахта, носимый военнослужащими на рукаве. Дальнейшее действие армии Манштейну как её командующему виделось в пересечении Керченского пролива и последующем участии в захвате Ростова, либо в помещении армии в резерв группы армий «Юг». Вместо этого часть 11-й армии была переведена в группу армий «Север», а другая часть была разделена между группой армий «Центр» и группой армий «Юг». 21 ноября 1942 года штаб 11-й армии приостановил свою деятельность и был использован как основа для только что созданной группы армий «Дон».

## Состав армии во время осады Севастополя
Во время боёв за Севастополь 11-я армия состояла из 9 немецких пехотных дивизий (включая две дивизии, полученные в ходе сражения) в двух корпусах и двух румынских стрелковых корпусов. Также в армию вошли различные средства поддержки, несколько сотен самолётов, 40 самоходок StuG III из 190-го дивизиона штурмовых орудий и 197-го дивизиона штурмовых орудий и одно из самых мощных в истории вермахта артиллерийских соединений.
- Командующий генерал-полковник  Э. фон Манштейн
- Начальник штаба - полковник О. Вёлер, с мая 1942 полковник, генерал-майор Ф. Шульц
- Начальник оперативного отдела - полковник Т. Буссе
- Обер-квартирмейстер  - полковник Ф. Гаук

В кольце осады
- LIV-й корпус
  - 22-я пехотная дивизия — командующий генерал Людвиг Вольф
  - 24-я пехотная дивизияGheorghe Avramescu
  - 50-я пехотная дивизия
  - 132-я пехотная дивизия
- XXX корпус — командующий генерал Ганс фон Зальмут
  - 28-я лёгкая пехотная дивизия
  - 72-я пехотная дивизия
  - 170-я пехотная дивизия
- Особый знак — «Крымский щит», выдававшийся военнослужащим 11-й армии за взятие КрымаРумынский горнострелковый корпус — командующий генерал Георге Аврамеску
  - 1-я горнострелковая бригада (с 15 марта 1942 дивизия)
  - 4-я горнострелковая бригада (с 15 марта 1942 дивизия)
  - 18-я румынская пехотная дивизия

В других районах Крыма
- ХХХХII-й Армейский корпус: 
  - 46-я пехотная дивизия,
  - 10-я румынская пехотная дивизия,
  - 19-я румынская пехотная дивизия,
  - 4-я румынская горнострелковая дивизия,
  - 8-я румынская кавалерийская бригада.

## Армия с октября 1944 по апрель 1945 года
11-я танковая армия СС (нем. SS-Panzer-Armeeoberkommando 11.), являвшаяся таковой лишь на бумаге, была создана в период с ноября 1944 по февраль 1945 года рейхсфюрером СС Генрихом Гиммлером во время его командования группой армий «Висла». Историк Энтони Бивор пишет, что когда 11-я танковая армия СС была создана, из её подразделений в лучшем случае можно было составить корпус. Обергруппенфюрер Феликс Штайнер, был назначен командующим. Официально армия обозначалась как 11-я армия, но часто использовалось и её другое название — 11-я танковая армия СС. После боёв к востоку от Одера в феврале 1945 года, в марте того же года 11-я армия была передана немецкому командованию войсками на Западном фронте, переформирована и пополнена для проведения боевых действий, соответственно, на Западном фронте. После поражения на реке Везер в Германии и горах Гарц, 21 апреля 1945 года армия сдалась западным союзникам.

## Командующие
- Генерал-полковник Ойген фон Шоберт (5 октября 1940 года — 21 сентября 1941 года)
- Генерал-фельдмаршал Эрих фон Манштейн (21 сентября 1941 года — 21 ноября 1942 года)
- Генерал Антон Грассер (октябрь 1944 года — март 1945 года)
- Генерал Отто Хицфельд (март 1945 года — март 1945 года)
- Генерал Вальтер Лухт (март 1945 года — 10 апреля 1945 года)